# 함덕중학교
함덕중학교(咸德中學校)는 대한민국 제주특별자치도 제주시 조천읍 함덕리에 있는 공립 중학교이다.

## 학교 연혁
- 1955년 4월 27일 : 함덕중학교 6학급 설립 인가
- 1955년 6월 30일 : 개교
- 1955년 9월 30일 : 초대 교장 양동규 선생 취임
- 1980년 1월 8일 : 본관 건물(교실 15, 관리실 3) 및 체육관 준공
- 1980년 1월 30일 : 현 교사로 이전
- 2004년 5월 1일 : 교육인적자원부지정 사회복지사활용 연구학교 운영(2년)
- 2007년 3월 1일 : 제1기 제주형 자율학교(i-좋은학교) 지정 운영(2년)
- 2007년 3월 1일 : 학칙 변경 12학급 인가(특수학급 설립인가)
- 2017년 3월 1일 : 학칙 변경 10학급 인가(특수학급 1학급)
- 2019년 3월 1일 : 1인1악기 연구학교 운영 (2년)
- 2024년 9월 1일 : 제26대 교장 이영숙 선생 부임
- 2025년 1월 8일 : 제70회 62명 졸업(남 36명, 여 26명) 총 9,140명 졸업
- 2025년 3월 1일 : 탄소중립실천 연구학교 운영(2025.3.1.~2027.2.28.)

## 참고 자료
- 함덕중학교 - 한국교육학술정보원 학교알리미